# Amélie Nikisch

Amélie Nikisch mit Widmung für Edvard Grieg und Gattin

Amélie Heussner Nikisch (geborene Amélie Heussner) (* 28. Dezember 1862 in Brüssel; † 18. Januar 1938 in Berlin) war eine belgische Schauspielerin, Sopranistin und Komponistin.

## Leben
Amélie Heussner arbeitete zunächst als Soubrette an Theatern in Kassel und Leipzig. Nach ihrer Heirat war sie als Gesangslehrerin tätig.
Die Tochter deutschstämmiger Eltern heiratete am 1. Juli 1885 den ungarischen Dirigenten Arthur Nikisch, den sie auf einer Opernprobe kennengelernt hatte.
Ihre Kinder sind der Rechtswissenschaftler Arthur Philipp Nikisch, Käthe Nikisch, Ehefrau des Leipziger Gewandhaus-Konzertmeisters Edgar Wollgandt, Nora Nikisch, Ehefrau des Leipziger Schauspielers Ewald Schindler, und der Pianist, Komponist und Bandleader Mitja Nikisch.
Sie ist zusammen mit ihrem Mann und ihrem jüngsten Sohn auf dem Südfriedhof (Leipzig) begraben.

## Werke

### Kompositionen
- Prinz Adolar und das Tausendschönchen. Weihnachtsmärchen mit Musik in sechs Bildern von Amélie Nikisch und Ilse Friedlaender. Hug. Leipzig 1907
- Meine Tante, deine Tante. Operette in 3 Akten nach einer Idee von Heinrich Zschokke. Mit Ilse Friedlaender. Uraufführung Dresden 1911
- Daniel in der Löwengrube. Burleske Oper in 3 Akten von Ernst von Wolzogen, bearbeitet von Ilse Friedländer. Harmonie, Berlin 1914.
- Immer der Andere. Operette. Leipzig 1915

### Bearbeitungen
- Aebelö. Romantische Oper in 3 Akten und einem Vorspiel. Musik von Joseph Gustav Mraczek. Nach dem gleichnamigen Roman von Sophus Michaelis frei bearbeitet von Amélie Nikisch und Ilse Friedlaender.  Drei-Masken-Verlag, München, Berlin 1915. Uraufführung Breslau 1915.[3]